# Тимошенко Семен Олексійович
Тимошенко Семен Олексійович — російський радянський кінорежисер і сценарист.

## З життєпису
Народився 1899 року в Петербурзі. Помер 14 листопада 1958 р. Закінчив реальне училище (1917). Навчався на архітектурному відділенні Інституту громадянських інженерів та у Вс. Меєрхольда. З 1919 р. — актор, режисер, драматург. Автор сценаріїв фільмів: «Змова мертвих» (1930, у співавт.), «Снайпер» (1931), «Концерт на екрані» (1940), «Небесний тихохід» (1945) та ін., української стрічки «У мертвій петлі» (1963, у співавт.).
Як режисер поставив фільми: «Наполеон-газ» (1925), «Два броньовики» (1928), «Закон мертвих» (1930), «Три товариші» (1935), «Воротар» (1936), «Небесний тихохід» (1945), «Запасний гравець» (1954) та ін.
Нагороджений Почесною грамотою Союзкіно за оборонні фільми.